# ماغي براون
ماغي براون (بالإنجليزية: Maggie Brown)‏ هي مخرجة وممثلة أمريكية، ولدت في 1948.

## وصلات خارجية
- ماغي براون على موقع IMDb (الإنجليزية)